# Звільніть Віллі
«Звільні́ть Ві́ллі» (англ. Free Willy) — сімейний фільм режисера Саймона Вінсера 1993 року. Перший фільм із трилогії про косатку на прізвисько Віллі та його друга хлопчика Джесі. Зворушлива історія дружби маленького хлопчика й великого «кита-вбивці».

## Сюжет
Фільм починається зі сцени полювання китобоїв. Одного з упійманих китів транспортували до місцевого парку розваг, сподіваючись заробляти на ньому гроші.
Джессі, дванадцятилітній розбишака, що втік з дитбудинку, і добував хліб насущний крадіжками й жебрацтвом. Його затримує поліція за крадіжку їжі й вандалізм у парку розваг. Двайт, соціальний працівник, що опікується Джессі, домовляється з поліцією про уникнення йому покарання за умови, якщо він прибере все, що накоїв у парку. Його бере до себе сім’я Грінвудів.
У парку й відбувається зустріч важкого підлітка й кита-вбивці. Вони полюбили один одного з першого погляду. Джессі й Віллі стають найкращими друзями. Косатка слухається його, попри ігнорування команд місцевого тренера Рей Ліндлі. Власник океанаріума планує скористатися з цього влаштувавши шоу й заробляти на ньому гроші. Проте на прем’єрі шоу стало ясно, що Віллі не хоче виступати на публіці. Шоу зривається. Власник парку задля страховки за ніби випадково загиблого кита вирішують убити Віллі.
Джессі, індіанський шаман Рендолф, який працює в океанаріумі й Рей вирішують звільнити Віллі. Заручившись підтримкою опікунів Джессі Двайта й Енні вони відвозять косатку до океану. І попри перешкоджання власників парку випускають Віллі на волю.

## Персонажі
| Персонаж     | Актор                 |
| ------------ | --------------------- |
| Джессі       | Джейсон Джеймс Ріхтер |
| Віллі        | Кейко                 |
| Глен Грінвуд | Майкл Медсен          |
| Діал         | Майкл Айронсайд       |
| Енні Грінвуд | Джейн Аткінсон        |
| Двайт        | Мікелті Вільямсон     |
| Гвен         | Даніель Гарріс        |
| Рей Ліндлі   | Лорі Петті            |
| Вайд         | Річард Рейл           |
| Перрі        | Майкл Бейкалл         |
| Нік Гарднер  | Хуан Педро Гіменес    |
| Алек Ніколс  | Єсус Гонсалес         |

## Нагороди
1994
- BMI Film & TV Awards (Безіл Поледурис за музику до фільму);
- Environmental Media Awards, США (Ігровий фільм);
- Genesis Awards (Ігровий фільм);
- Golden Screen, Німеччина;
- MTV Movie Awards (Майкл Джексон за пісню «Will You Be There»);
- Young Artist Awards (Джейсон Джеймс Ріхтер)

## Номінації
1994
- MTV Movie Awards (Джейсон Джеймс Ріхтер у категорії «Прорив року»);
- MTV Movie Awards (Джейсон Джеймс Ріхтер і Кейко в категорії «Найкращий поцілунок року»)

## Саундтрек
У 1993 році було випущено альбом, що містив саундтрек до фільму «Звільніть Віллі». Автор музики — Безіл Поледурис. До альбому ввійшли 12 композиції.
| №  | Трек                                                                   | Виконавець                |
| -- | ---------------------------------------------------------------------- | ------------------------- |
| 1  | Will You Be There                                                      | Майкл Джексон             |
| 2  | Keep On Smilin’                                                        | NKOTB                     |
| 3  | Didn’t Mean To Hurt You                                                | 3T                        |
| 4  | Right Here (Human Nature Remix)                                        | SWV (Sisters With Voices) |
| 5  | How Can You Leave Me Now                                               | Funky Poets               |
| 6  | Main Title                                                             | Безіл Поледурис           |
| 7  | Connection                                                             | Безіл Поледурис           |
| 8  | The Gifts                                                              | Безіл Поледурис           |
| 9  | Friends Montage                                                        | Безіл Поледурис           |
| 10 | Audition                                                               | Безіл Поледурис           |
| 11 | Farewell Suite: Jessie Says Goodbye/Let’s Free Willy!/Return To Freedo | Безіл Поледурис           |
| 12 | Will You Be There (Reprise)                                            | Майкл Джексон             |

## Цікаві факти
- Неабиякий успіх фільму перетворив на зірку косатку Кейко. І коли малюки дізналися, що їхня улюблениця перебуває у неволі, гасло «Звільніть Віллі» в пресі було замінене на «Звільніть Кейко». Марно переконували власники океанаріума, що в неволі косатка не виживе, бо від народження звикла залежати від людей.
- Кейко помер 12 грудня 2003 року від нападу пневмонії біля берегів Норвегії. На тоді киту було 27 років. Понад 20 років свого життя Кейко прожив у мексиканському водному парку. Його випустили на волю 2002 року.
- У Норвегії, в місті Халс, на березі фйорда, при могилі Кейко споруджено пам'ятник легендарному киту.